# Prises d'otages par les groupes djihadistes au Sahel

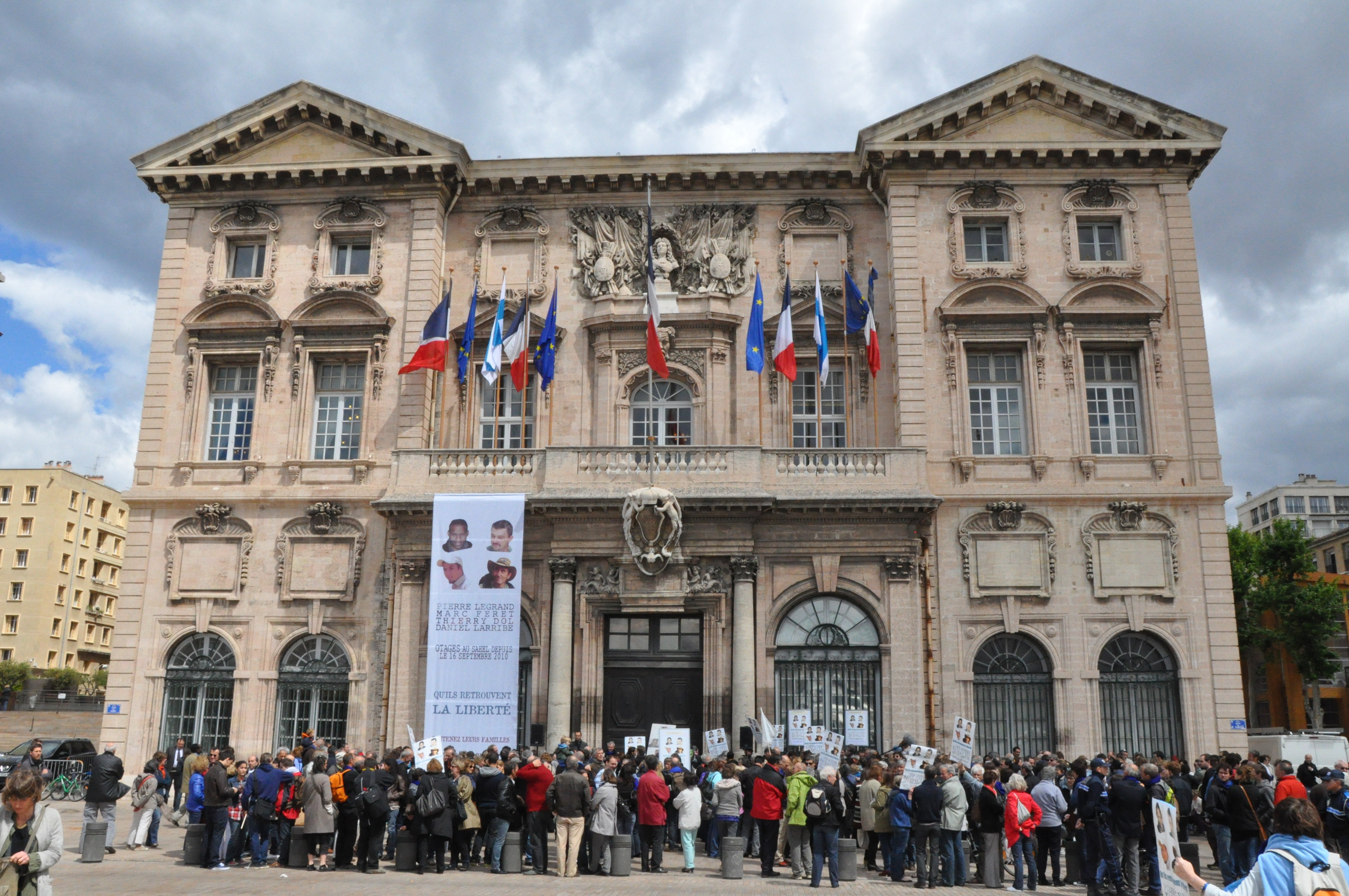
Manifestation à Marseille, le 25 mai 2013, pour la libération de Pierre Legrand, Marc Feret, Thierry Dol et Daniel Larribe enlevés le 16 septembre 2010.

## Enlevés en 2003
- Les premiers enlèvements d'Occidentaux sont commis par le GSPC en 2003. Entre février 2003 et mars 2003, 32 touristes européens, majoritairement allemands et autrichiens, voyageant en plusieurs groupes sont enlevés entre la mi-février et la mi-mars dans le Sahara algérien près d'Illizi par le groupe d'Abderazak el Para[1]. Les otages sont divisés en plusieurs groupes, certains sont délivrés par les militaires algériens, d'autres sont confiés à Mokhtar Belmokhtar[2]. Des négociations sont engagées entre les ravisseurs et deux notables envoyés par le gouvernement malien ; Iyad Ag Ghali et Baba Ould Choueikh[2]. Le 13 mai 2003, 17 otages sont libérés (10 Autrichiens, 6 Allemands et 1 Suédois)[3]. Entre juin et fin juillet, une touriste allemande meurt d'insolation et est enterrée dans le désert[1]. Le 18 août 2003, 14 touristes (9 Allemands, 4 Suisses et 1 Néerlandais) sont libérés contre une rançon de 4,6 millions d’euros d’après la télévision publique allemande ARD[3]. Le gouvernement allemand dément le versement d'une rançon[3]. Selon le journaliste Lemine Ould Mohamed Salem, cette rançon  enrichit considérablement les djihadistes et va les pousser à poursuivre ce type d'action[2].

## Enlevés en 2008
- Le 22 février 2008, deux touristes autrichiens, Andrea Kloiber et Wolfgang Ebner, sont enlevés dans le sud de la Tunisie, près de la frontière avec la Libye, par la katiba d'Abou Zeïd, qui les transfère dans une zone désertique entre l'Algérie et le Mali. Ils sont libérés le 30 octobre 2008. Selon les services de renseignements maliens, une rançon d'au moins 2 millions d'euros a été versée[4],[5].

- Le 14 décembre 2008 à l'ouest de Niamey au Niger, un groupe de trois djihadistes menés par Omar Ould Hamaha, l'oncle de l'épouse de Belmokhtar, enlève deux diplomates canadiens, Robert Fowler et Louis Guay. Après négociations, les deux otages sont libérés le 21 avril 2009. Une centaine de djihadistes se rassemblent ce jour-là, mais une violente dispute éclate entre Belmokhtar et Abou Zeïd, qui refuse de relâcher deux de ses otages, et témoigne de la rivalité qui oppose les deux chefs. L'annonce de la libération de Robert Fowler et Louis Guay est également très mal accueillie par le chef d'AQMI, Abdelmalek Droukdel, qui reproche à Belmokhtar de n'avoir obtenu qu'une rançon de 700 000 euros seulement. Cependant selon le journaliste Serge Daniel, la rançon versée aurait été de trois millions d'euros et Belmokhtar n'en aurait reversé qu'une partie[6],[7],[8],[4],[9],[10],[11],[12]. L’agence Associated Press dit avoir trouvé une lettre écrite par Al-Qaïda mentionnant que leur libération avait donné lieu au versement d’une rançon d'un million de dollars à Mokhtar Belmokhtar[13], ce que le gouvernement canadien dément.

## Enlevés en 2009
- Le 22 janvier 2009, quatre touristes européens — un couple suisse, Gabriella Greitner Burco et Werner Griener, l'Allemande Marianne Petzold et le Britannique Edwin Dyer — sont capturés au Niger, près de la frontière avec le Mali, par la katiba d'Abou Zeïd, à l'occasion d'un festival culturel touareg. Les deux femmes sont libérées le 22 avril, en même temps que Robert Fowler et Louis Guay. Cependant AQMI menace de tuer un de ses otages si Abou Qatada — prédicateur jordanien d'origine palestinienne condamné à mort dans son pays pour activité terroriste et prisonnier au Royaume-Uni sans avoir été jugé en vertu des lois contre le terrorisme — n'est pas libéré. Le Royaume-Uni refuse de payer une rançon. L'otage britannique Edwin Dyer est alors décapité et le 31 mai 2009, AQMI annonce son exécution sur un site internet islamiste. Werner Griener est pour sa part retenu en captivité[14] jusqu'au 12 juillet 2009. Au moins 3,5 millions d'euros sont versés pour la libération des autres otages[15],[4],[16],[14].

- Le 26 novembre 2009, Pierre Camatte, un ressortissant français président de l’organisation non gouvernementale Icare qui lutte contre le paludisme dans le Cercle de Ménaka et du comité de jumelage de la ville française de Gérardmer et de la commune rurale malienne de Tidermène, est enlevé dans l’hôtel dont il est gérant à Ménaka, dans la région de Gao. Le 8 décembre 2009, AQMI revendique dans un enregistrement sonore diffusé par la chaîne de télévision Al Jazeera, l’enlèvement du Français ainsi que de trois espagnols en Mauritanie le 29 novembre 2009[17]. Retenu par la katiba d'Abou Zeïd[4], Pierre Camatte est relâché le 23 février 2010 en échange de la libération par le Mali de quatre djihadistes, dont Hamada Ould Mohamed Kheirou, futur fondateur du Mouvement pour l'unicité et le jihad en Afrique de l'Ouest (MUJAO), et Idris Ould Mohamed Lemine, qui avait commis l’attentat-suicide raté à la voiture piégé à Nema en août 2010. Les autorités mauritaniennes et algériennes protestèrent énergiquement contre ces libérations[18].

- Le 29 novembre 2009 en Mauritanie, la katiba Al-Moulathimin de Belmokhtar attaque un convoi d’humanitaires catalans composé de quinze voitures de l'ONG Barcelona Accio Solidaria [19] est attaqué en pleine journée sur la principale route nationale de Mauritanie, située entre la capitale politique, Nouakchott, et la capitale économique, Nouadhibou[18]. Elle enlève trois travailleurs humanitaires espagnols au nord-ouest de Nouakchott, dont une femme. Cette dernière, qui se convertit à l'islam pendant sa captivité, est relâchée le 10 mars 2010. Les deux autres otages, Albert Vilalta et Roque Pascual, sont libérés le 23 août de la même année en échange d'une rançon de huit millions d'euros[20],[21],[22]. La France dénonce l'attitude espagnole dans le règlement de cette affaire[23].

- Le 18 décembre 2009, un couple d'Italiens, Sergio Cicala, 65 ans et Philomène Kaboré, 39 ans, — également de nationalité burkinabée — sont enlevés par les hommes de Djamel Okacha à la frontière entre le Mali et la Mauritanie. Ils sont libérés le 16 avril 2010[24],[19],[25].

## Enlevés en 2010
- Michel Germaneau, un humanitaire et ancien ingénieur français de 78 ans, est enlevé par la katiba d'Abou Zeïd le 19 avril 2010 à In Abangharet dans le nord du Niger[26],[27]. Le 25 juillet 2010, AQMI annonce avoir exécuté l'otage français en représailles au raid de l'Akla mené par l'armée mauritanienne et l'armée française[28]. Âgé, malade et privé de traitement médical, Michel Germaneau pourrait en réalité avoir succombé à une insuffisance cardiaque[27],[29]. Cependant, selon Béchir Bessnoun, un combattant tunisien d'AQMI arrêté au Mali en 2011 lors d'une tentative d'attentat contre l'ambassade de France à Bamako, Michel Germaneau a été exécuté dans l'Adrar Tigharghar. Il aurait été tué de la main d'Abdelkrim al-Targui, d'une balle à la tête, sur un ordre donné par Abou Zeïd et Djamel Okacha. Bessnoun ajoute que la vidéo de son exécution était montrée aux nouvelles recrues d'AQMI mais qu'elle n'a jamais été diffusée sur internet[30],[31],[27]. Le 3 mars 2013, l'armée tchadienne annonce que le passeport de Michel Germaneau a été trouvé après les combats dans la vallée de l'Ametettaï[32]. Le corps de Michel Germaneau n'a pas été retrouvé[27].

- Le 16 septembre 2010, sept personnes ; les Français Pierre Legrand, Françoise Larribe, Daniel Larribe, Thierry Dol, Marc Féret, le Malgache Jean-Claude Rakotoarilalao et le Togolais Alex Kodjo Ahonado, employés d'un site d'extraction d'uranium d'Areva à Arlit au Niger, sont enlevés par la katiba d'Abou Zeïd[33],[34]. La prise d'otage est revendiquée le 21 septembre 2010 dans un communiqué publié par Al Jazeera[35]. Après leur capture, ils sont aussitôt conduits par les djihadistes dans l'Adrar Tigharghar[36]. Françoise Larribe, Jean-Claude Rakotoarilalao et Alex Kodjo Ahonado sont libérés la nuit du 24 au 25 février 2011[37] en territoire nigérien grâce notamment au rôle joué par Mohamed Akotey[38], en contact du côté des djihadistes avec Ibrahim Ag Inawalen[39]. . En revanche Pierre Legrand, Daniel Larribe, Thierry Dol et Marc Féret sont maintenus captifs dans l'Adrar des Ifoghas, qu'ils ne quittent qu'à la bataille du Tigharghâr, en février 2013[36]. Les otages sont évacués des montagnes par leurs ravisseurs au début du mois de mars[36],[40]. Ils sont finalement libérés le 29 octobre 2013[33]. Entre 20 et 42 millions d'euros auraient été dépensés pour payer la rançon et les intermédiaires[41],[42],[43],[44].

## Enlevés en 2011
- Le 7 janvier 2011, six djihadistes de la katiba de Belmokhtar pénètrent en plein cœur de Niamey, la capitale du Niger, et enlèvent deux jeunes Français. Leur véhicule, poursuivi par les forces nigériennes, parvient à gagner le Mali, où il est attaqué par les forces spéciales françaises. À l'issue du combat, les djihadistes sont tués ou dispersés, mais les deux otages français perdent également la vie[45],[46].

- Une touriste italienne, Maria Sandra Mariani, est enlevée par le groupe d'Abou Zeïd le 2 février 2011 près de Djanet, en Algérie. Elle est libérée le 17 avril 2012[19].

- Le 23 octobre 2011, le MUJAO enlève trois travailleurs humanitaires — l'Espagnol Enric Gonyalons, l'Espagnole Ainhoa Fernandez de Rincón et l'Italienne Rossella Urru — à Rabouni, dans les camps de Tindouf, en Algérie[19]. Le 19 août 2012, les trois otages européens sont relâchés près de Gao. Le MUJAO affirme que leur libération s'est faite en échange de celle de trois djihadistes, ainsi que du versement d'une rançon de 15 millions d'euros[47],[48],[49],[50],[51].

- Deux Français, Serge Lazarevic et Philippe Verdon, sont enlevés la nuit du 23 au 24 novembre 2011 à Hombori par des hommes de la katiba « Al-Ansar », commandée par Abdelkrim al-Targui[4],[52],[53]. Très rapidement après leur enlèvements, les deux hommes font l'objet de toutes sortes de rumeurs rapportées par une partie de la presse française, Lazarevic est notamment un temps confondu avec un mercenaire serbe homonyme. Des journaux évoquent la possibilité qu'il puisse s'agir d'agents du gouvernement français, de « barbouzes » ou de « mercenaires ». Les ravisseurs, qui surveillent les commentaires de la presse internationale, sont alors persuadés de détenir des espions et les deux hommes sont torturés à plusieurs reprises[54],[55],[56],[57]. Le 20 mars, AQMI déclare dans un communiqué adressé à l'Agence Nouakchott d'information, que l'otage Philippe Verdon, qualifié d'« espion », a été décapité le 10 mars « en réponse à l'intervention de la France dans le nord du Mali[58],[59] ». Son corps est retrouvé le 7 juillet[60],[61]. Le lieu de sa découverte n'est cependant pas indiqué. Bientôt, un sous-officier du MNLA affirme que c'est lui qui a retrouvé la dépouille de l'otage français dans la vallée de Tahort, près de l'Adrar de Tigharghâr, lors d'une patrouille effectuée avec 14 de ses hommes et deux pick-up à la demande des forces spéciales françaises[62]. Le corps est rapatrié à Paris le 17 juillet. Le lendemain après autopsie, le parquet de Paris affirme que l'otage français a été assassiné d'une balle dans la tête. Philippe Verdon était malade, il souffrait d'un ulcère et de tachycardie et il est probable qu'AQMI ait décidé de le sacrifier en raison de ses problèmes de santé[63],[64]. En août 2013, le journaliste Serge Daniel rencontre dans la région de Gao les chefs djihadistes Abdel Hakim et Alioune Touré qui lui confirment que les problèmes de santé de Philippe Verdon s'étaient aggravés et qu'il a été exécuté par balles sur l'ordre d'un émir[65]. Serge Lazarevic est libéré 9 décembre 2014[66]. Une rançon est versée et quatre hommes d'AQMI sont libérés en contrepartie[67],[68],[69],[70],[71],[72],[73].

- Trois Occidentaux sont capturés le 25 novembre 2011 à Tombouctou ; le Suédois Johan Gustafsson, le Néerlandais Sjaak Rijke, et Stephen Malcolm MacGown de nationalité britannique et sud-africaine[74]. Un Allemand tente de résister, mais est tué[75]. Sjaak Rijke est délivré par les forces spéciales françaises lors d'une opération dans la région de Tessalit, au nord du Mali, le 6 avril 2015[76]. Après plus de cinq années de captivité, Johan Gustafsson est libéré le 26 juin 2017[77],[78], suivi par Stephen McGown le 29 juillet 2017[79],[80].

## Enlevés en 2012
- Le 5 avril 2012, à Gao, le MUJAO capture le consul d'Algérie, Boualem Saies, et six autres diplomates[81]. À la suite de négociations secrètes, trois d'entre eux sont libérés en juillet. Cependant, après l'arrestation de trois membres d'AQMI par les forces spéciales algériennes, et en raison du refus du gouvernement algérien de les libérer, le MUJAO déclare le 1er septembre que l'un des otages, le vice-consul Taher Touati, a été exécuté[82],[83],[84],[85]. Le consul Boualem Saïes meurt en détention des suites d'une maladie. Les deux derniers otages, Mourad Guessas et Kedour Miloudi, sont finalement relâchés près de Bordj Badji Mokhtar le 30 août 2014[86].

- Le 15 avril 2012, une Suissesse nommée Béatrice Stockly est enlevée à Tombouctou par des hommes armés ayant l'intention de la revendre à AQMI. Poursuivis le lendemain par des combattants d'Ansar Dine, les ravisseurs auraient abandonné l'otage aux djihadistes après des échanges de coups de feu. Le 24 avril à Tombouctou, Béatrice Stockly est libérée par Ansar Dine et remise à un général burkinabé et deux diplomates suisses venus par hélicoptère du Burkina Faso[87],[88]. Selon RFI, sa libération aurait été effectuée contre le paiement d'une rançon[89], ce qu'Ansar Dine dément[90].

- Le 20 novembre 2012, un Franco-Portugais, Gilberto Rodrigues Leal, est enlevé à Diéma par le MUJAO. Le 22 avril 2014, le groupe jihadiste annonce à l'AFP la mort de l'otage, mais sans préciser ni la date ni les circonstances de son décès[91],[92].

## Enlevés en 2013
- Le 2 novembre 2013, deux journalistes français de RFI, Ghislaine Dupont et Claude Verlon, sont enlevés à Kidal par des hommes armés. Mais quelques heures plus tard le véhicule des ravisseurs tombe en panne à l'extérieur de la ville et les djihadistes exécutent les deux journalistes afin de faciliter leur fuite[93]. Quatre jours plus tard, ces assassinats sont revendiqués par des combattants de la katiba « Al Ansar »[94]. Selon RFI, un des lieutenants d'Abdelkrim al-Targui, Sedane Ag Hita, dit « Abou Abdel Hakim al-Kidali », serait directement impliqué dans cette action[95].

## Enlevés en 2015
- La 18 mai 2015, la dissidence pro-État islamique d'Al-Mourabitoune revendique l'enlèvement d'un Roumain nommé Iulian Ghergut, officier de sécurité dans une mine de manganèse de Tambao, au nord du Burkina Faso, capturé le 4 avril[96],[97]. Cependant, dans la nuit du 1er au 2 juillet 2017, le Groupe de soutien à l'islam et aux musulmans publie une vidéo dans laquelle il affirme détenir l'otage[98]. Le 9 août 2023, le gouvernement roumain annonce la libération de Iulian Ghergut[99].

## Enlevés en 2016
- Le 7 janvier 2016, la Suissesse Béatrice Stockly est enlevée une deuxième fois à Tombouctou[100]. AQMI revendique ce second enlèvement le 26 janvier 2016[101]. Béatrice Stockly aurait été tuée par balle en septembre 2020[102],[103], peut-être à la suite d'une bavure commise par un de ses gardes[104].

- Le 14 octobre 2016, Jeffery Woodke, un travailleur humanitaire américain présent au Niger depuis 1992, est enlevé à Abalak, dans la région de Tahoua[105]. Le gardien de la maison et un des deux gardes nationaux en faction sont également tués au cours du raid[105]. Il est libéré le 20 mars 2023[106].

- Le 15 janvier 2016, un couple d'Australiens, Jocelyn et Kenneth Elliott, établi depuis 40 ans au Burkina Faso, est enlevé à Djibo, près de Baraboulé. Le lendemain Hamadou Ag Khallini, responsable d'Ansar Dine, affirme que le couple a été enlevé par AQMI[107],[108]. La katiba Al-Mourabitoune d'AQMI revendique effectivement l'enlèvement le 5 février et annonce la libération sans contrepartie de Jocelyn Elliott[109],[110]. Cette dernière est effectivement libérée le 6 février[111]. Dans la nuit du 18 au 19 mai 2023, l'Australie annonce la libération de Kenneth Elliott[112].

- Le 24 décembre 2016, une humanitaire française, Sophie Pétronin, est enlevée à Gao[113],[114],[115],[116]. Elle est relâchée lors d'un échange de prisonniers le 8 octobre 2020[117],[118].

## Enlevés en 2017
- Le soir du 7 février 2017, une religieuse colombienne, Gloria Cecilia Narvaez Argoti, est enlevée à Koutiala, dans le Sud du Mali[119],[120]. Elle est libérée le 9 octobre 2021[121].

- Le 3 novembre 2017, un ambulancier sud-africain, Gerco van Deventer, est enlevé dans le sud de la Libye[122]. Vendu au Groupe de soutien à l'islam et aux musulmans, il est retenu en captivité au Mali[122]. Il est libéré le 16 décembre 2023[122].

## Enlevés en 2018
- Un humanitaire allemand, Jörg Lange, est enlevé le 11 avril au Niger, près d'Ayorou, dans la région frontalière avec le Mali[123]. Ses ravisseurs l'auraient ensuite vendu à l'État islamique dans le Grand Sahara[124]. Sa libération est annoncée le 10 décembre 2022[124].

- En septembre 2018, un Indien et un Sud-Africain sont enlevés sur la mine d’or d’Inata (nord-ouest du Burkina Faso)[125].

- Le 17 septembre 2018, un prêtre italien, Pier Luigi Maccalli, est enlevé à Bamoanga, dans la commune de Makalondi, au sud-ouest du Niger[126]. Une preuve de vie est diffusée par ses ravisseurs le 20 mars 2020 dans une vidéo où il apparaît avec un compatriote, Nicola Chiacchio[127],[128]. Il est relâché lors d'un échange de prisonniers le 8 octobre 2020[117],[118].

- Le 15 décembre 2018, un couple — la Canadienne Edith Blais et l'Italien Luca Tacchetto — est enlevé au Burkina Faso, entre Bobo-Dioulasso et Ouagadougou[129],[130]. Ils s'évadent après 450 jours[131] et sont retrouvés vivants par des casques bleus le 13 mars 2020, près de Kidal[132].

## Enlevés en 2019
- Le 15 janvier 2019, le géologue canadien Kirk Woodman est enlevé sur le site minier de Tiabongou au Burkina Faso et est retrouvé mort deux jours plus tard à une soixantaine de kilomètres de Gorom-Gorom[133]. Son assassinat est par la suite revendiqué par l'État islamique dans le Grand Sahara[134].
- Deux touristes français, Laurent Lassimouillas et Patrick Picque, sont enlevés par l'État islamique dans le Grand Sahara le 1er mai 2019 dans le parc national de la Pendjari (dans le nord du Bénin), tandis que leur guide Fiacre Gbedji est assassiné[135]. Ils sont libérés par l'armée française dans la nuit du 9 au 10 mai lors du combat de Gorom-Gorom, au Burkina Faso.
- Un Italien nommé Nicola Chiacchio est enlevé en février 2019 au nord du Mali. Il est relâché lors d'un échange de prisonniers le 8 octobre 2020[117],[118].

## Enlevés en 2020
- Philip Walton, ressortissant américain, est libéré le 31 octobre 2020 après une opération réussie des forces américaines au Nigéria. Il avait été enlevé quatre jours plus tôt au Niger, près de la frontière avec le Nigéria, où il vivait. L'origine djihadiste de la prise en otage n'est pas prouvée[136].

## Enlevés en 2021
- Le 8 avril 2021, le journaliste français Olivier Dubois est enlevé à Gao[137]. Son enlèvement est revendiqué par le GSIM dans une vidéo diffusée le 5 mai[137]. Il est libéré le 20 mars 2023[138].

## Enlevés en 2022
- Le 19 mai 2022, trois Italiens, Rocco Antonio Langone, Maria Donata Caivano, et leur fils Giovanni, sont enlevés en compagnie d'un Togolais, alors qu'ils vivaient à Sincina, dans le sud du Mali, au sein d’une communauté religieuse des Témoins de Jéhovah[139],[140]. Le raid est commis par le Groupe de soutien à l'islam et aux musulmans[140]. Les trois otages sont libérés dans la nuit du 26 au 27 février 2024[140]

- Le 20 novembre 2022, un prêtre allemand, Hans Joachim Lohre, est enlevé par le GSIM à Bamako[141]. Il est libéré le 26 novembre 2023[141].

## Enlevés en 2025
- Eva Gretzmacher, une Autrichienne de 73 ans installée au Niger, est enlevée le soir du 11 janvier 2025 à Agadez[142].
- Le 14 janvier 2025, un Espagnol, Gilbert Navarro, est enlevé en Algérie, près de la frontière avec le Mali, par des bandits ayant l'intention de le vendre à l'État islamique dans le Grand Sahara[143]. Il est délivré le 20 janvier 2025, entre Ménaka et Kidal, par les rebelles du Front de libération de l'Azawad qui le remettent le lendemain aux autorités algériennes[143].
- Le 18 janvier 2025, quatre chauffeurs de camions marocains disparaissent près de la ville de Tera, au Niger[144].
- Le 13 avril 2025, Claudia Abbt, une suisso-nigérienne de 67 ans, est enlevée à Agadez, au Niger[144].
- Le 25 avril 2025, cinq ressortissants indiens travaillant pour la construction du barrage de Kandadji sont enlevés près de la commune de Sakoira lors d'une attaque où douze militaires nigériens trouvent également la mort[145].
- En juin 2025, un Iranien nommé Afchin Halim Chaheryak, aurait été capturé dans une zone minière près de la Guinée[146],[147].
- Le 17 juillet 2025, des djihadistes attaquent une unité de l'armée nigérienne alors qu'elle assurait la sécurité sur le chantier d'une ligne électrique et tuent au moins un militaire. L'ambassade de l'Inde à Niamey annonce ensuite la mort de l'un de ses ressortissants ainsi que l'enlèvement et la disparition de deux autres[148].

## Témoignages
- Blais, Edith, Le sablier. Otage au Sahara pendant 450 jours, 2021, De l'Homme
- Fowler, Robert R., Ma saison en enfer. 130 jours de captivité aux mains d'Al-Qaïda, 2001, Quebec Amerique